# Distretto di Vibhavadi
Il distretto di Vibhavadi (in thailandese: วิภาวดี) è un distretto (amphoe) della Thailandia, situato nella provincia di Surat Thani.